# Gaylussacia nana
Gaylussacia nana (englisch dwarf dangleberry oder Confederate huckleberry) ist eine Pflanzenart aus der Familie der Heidekrautgewächse. Sie ist in den Küstenebenen der südöstlichen Vereinigten Staaten beheimatet. Es gibt Nachweise aus Louisiana, Alabama, Mississippi, Georgia, Florida, North Carolina und South Carolina. Sie wächst auf feuchten oder trockenen Böden in Wäldern, Mooren, auf Sandhügeln und in Savannen, normalerweise in Höhenlagen unter 100 Metern.

## Beschreibung
Gaylussacia nana ist ein Strauch von bis zu einem Meter Höhe, der gelegentlich große Bestände mit hunderten von Individuen bildet. Er hat mattgrüne bis gelbgrüne Blätter von bis zu vier Zentimetern Länge. Die Blütenstände hängen aus den Blattachseln oder von den Spitzen der Zweige; sie bestehen aus 1 … 4 grünlich-weißen Blüten. Die Früchte sind süß und saftig, normalerweise dunkelblau, aber auch weiß; der Durchmesser beträgt bis zu acht Millimeter.:1008,1506

## Taxonomie
The Plant List, ein Gemeinschaftsprojekt der Royal Botanic Gardens (Kew) und des Missouri Botanical Garden führt die folgenden Synonyme auf:
- Decachaena nana (A. Gray) Small
- Decamerium nanum (A. Gray) Ashe
- Gaylussacia frondosa var. nana A. Gray 1886